# Henrique Calisto
Henrique Manuel da Silva Calisto (sinh 16 tháng 10 năm 1953 tại Matosinhos, Bồ Đào Nha) là một cựu huấn luyện viên người Bồ Đào Nha. Ông từng là huấn luyện viên trưởng của Đội tuyển bóng đá quốc gia Việt Nam trong hai giai đoạn, với thành tích cao nhất là chức vô địch Giải vô địch bóng đá Đông Nam Á 2008.

## Sự nghiệp thi đấu
Sinh ra tại Matosinhos, Calisto chơi 3 mùa bóng cho đội bóng quê nhà Leixões SC tại Giải vô địch quốc gia Bồ Đào Nha. Ông đã thi đấu 17 trận, ghi 1 bàn tại mùa giải 1973-74, mùa đó đội bóng của ông đứng thứ 14.
Calisto kết thúc sự nghiệp thi đấu vào tháng 6.1979 khi mới 25 tuổi, sau một mùa bóng cùng đội A.D. Fafe thi đấu ở Giải hạng hai Bồ Đào Nha.

## Sự nghiệp huấn luyện

### Bồ Đào Nha
Ông Calisto bắt đầu làm huấn luyện viên từ năm 26 tuổi, dẫn dắt đội Boavista F.C. giành vị trí thứ 4 tại giải vô địch Bồ Đào Nha năm 1980–81, lập kỷ lục 9 trận thắng, 4 trận hòa và 2 trận thua trong 15 trận mà ông chỉ đạo. Trong vòng 4 năm sau, ông làm huấn luyện viên tại đội bóng đó và S.C. Salgueiros, giành ngôi thứ 2 năm 1982.
Sau một vài tháng ở đội S.C. Braga, Calisto tham gia đội Varzim SC vào mùa hè năm 1986, bị sa thải với 2 trận còn lại của mùa bóng 1987–88. Sau đó ông còn huấn luyện ở một số đội bóng khác trong thời gian ngắn, năm 1994 đội Leixões của ông kết thúc mùa bóng ở hạng hai đã bị xuống hạng (chỉ thắng 1 trận trong 10 trận).
Calisto gia nhập đội Rio Ave F.C. tháng 1. 1995, thi đấu tại giải hạng 2. Đó là mùa bóng đầu tiên ông dẫn dắt một đội bóng trong cả mùa. Nhưng sang mùa giải sau 1996–97, ông bị sa thải sau 13 vòng đấu vì kỷ lục 13 trận không hề thắng. Tiếp theo ông đến đội F.C. Paços de Ferreira và ở đó vài năm.
Sau khi bị Muang Thong Utd của Thái Lan sa thải năm 2011, ông lại trở về Bồ Đào Nha với đội bóng cũ F.C. Paços de Ferreira. Đội bóng đang nguy cơ rớt hạng đã thi đấu thành công và nhiều khả năng trụ hạng, nhưng lại khó khăn về tài chính, xảy ra tình trạng nợ lương, thưởng nhiều ngày và huấn luyện viên Calisto không bằng lòng về việc này. Có tin con trai ông Tiago đã sang Việt Nam tiếp xúc với đội Saigon FC.

### Việt Nam
Trước đây, ông đã từng giữ cương vị này trong một thời gian ngắn vào năm 2002. Sau đó, ông làm giám đốc kỹ thuật kiêm huấn luyện viên câu lạc bộ bóng đá Đồng Tâm Long An hiện đang thi đấu tại giải V.League 1 trước khi một lần nữa trở lại cương vị huấn luyện viên trưởng đội tuyển Việt Nam.
Tốt nghiệp đại học giáo dục thể chất, ông từng là giảng viên huấn luyện cho Huấn luyện viên chuyên nghiệp quốc gia. Ông từng huấn luyện các câu lạc bộ hạng Nhất và ngoại hạng Bồ Đào Nha. Ông là thành viên hội đồng huấn luyện kỹ thuật Liên đoàn bóng đá Bồ Đào Nha. Trong khoảng 8 năm ở Việt Nam, ngoài hai danh hiệu Vô địch V-League với Đồng Tâm Long An, ông Calisto đã giúp đội tuyển giành Huy Chương đồng Tiger Cup 2002 trước khi vô địch AFF Cup 2008 tại sân Mỹ Đình Việt Nam.
Chiều ngày 2 tháng 3 năm 2011, tại trụ sở Liên đoàn bóng đá Việt Nam, huấn luyện viên Calisto đã tổ chức họp báo và công bố quyết định từ chức huấn luyện viên trưởng đội tuyển bóng đá quốc gia Việt Nam của ông sau 3 năm dẫn dắt đội tuyển. Sau khi chấm dứt và bồi thường hợp đồng với đội tuyển Việt Nam, huấn luyện viên Henrique Calisto đã chuyển sang dẫn dắt CLB Muangthong United ở giải bóng đá quốc gia Thái Lan, hợp đồng giữa hai bên được chính thức ký kết vào ngày 6 tháng 3 năm 2011. Bản hợp đồng của ông với câu lạc bộ có thời hạn 2 năm với mức lương 33.000 USD/tháng. Nhưng ở câu lạc bộ Muangthong-Utd, ông chỉ tại vị được 8 tháng thì bị lãnh đạo đội này sa thải vì thành tích yếu kém của đội.
Ngay sau khi bị Muang Thong Utd sa thải, nhiều câu lạc bộ ở Việt Nam, trong đó nổi bật nhất là Bình Dương, muốn mời ông trở lại huấn luyện. Tuy vậy Calisto lại quyết định quay trở về Bồ Đào Nha và trở thành huấn luyện viên của câu lạc bộ Paços de Ferreira đang có thành tích tệ hại tại giải vô địch bóng đá quốc gia Bồ Đào Nha từ tháng 12 năm 2011. Ông cũng có ý định chiêu mộ cầu thủ Emmauel Sunday người Nigeria đang thi đấu tại giải V-League cho đội Thanh Hóa.
Cuối năm 2012, sau khi đội tuyển bóng đá Việt Nam thi đấu không thành công ở AFF Cup 2012 khiến Huấn luyện viên Phan Thanh Hùng từ chức, có thông tin cho biết Henrique Calisto sẽ sang Việt Nam trong những ngày nghỉ tới đây và có thể ông sẽ có cuộc tiếp xúc với lãnh đạo Liên đoàn bóng đá Việt Nam. Nhưng cuối cùng điều đó không diễn ra.

### Châu Phi
Giữa tháng 2.2013, Calisto gia nhập đội C.R.D. Libolo của Angola.
Vào Tháng 6.2013, Chỉ sau bốn tháng dẫn dắt Recreativo Libolo, HLV Henrique Calisto đã bị đội bóng này sa thải.
Nguyên nhân chủ yếu được đưa ra là do thành tích nghèo nàn của đội bóng này tại giải VĐQG Angola. Dù là đương kim vô địch nhưng sau 14 vòng đấu, Libolo đã tụt xuống thứ 9 trên bảng xếp hạng, kém đội đầu bảng Kabuscorp đến 21 điểm và gần như không còn cơ hội bảo vệ chức vô địch. Người kế nhiệm HLV Calisto tại Libolo là một HLV người Bồ Đào Nha khác - Miller Gomes.
Trong bốn tháng dẫn dắt Recreativo Libolo, điều đáng kể nhất mà HLV Calisto làm được là giúp đội bóng này lọt vào vòng bảng CAF Champions League (Cúp C1 châu Phi) 2013. Đây là lần đầu tiên sau 10 năm mới có được một đội bóng của Angola làm được điều tương tự.
Sau đó, ông Calisto làm việc cho CLB Đại Liên Shide với chức vụ giám đốc kỹ thuật.

### Trở về quê nhà
Tháng 10/2021, ông trở thành giám đốc điều hành Trung tâm Thể dục Thể thao Matosinhos ở thành phố quê nhà Porto, Bồ Đào Nha. Ông Henrique Calisto quyết định chọn một công việc ở quê nhà trong phần còn lại của sự nghiệp thể thao.

## Thành tích
- Vô địch Giải vô địch bóng đá Đông Nam Á: 2008
- Huy chương bạc Bóng đá tại SEA Games 25.
- Vô địch VFF Smartdoor Cup 2009
- Vào đến bán kết Giải vô địch bóng đá Đông Nam Á: 2010
- Vô địch V-League: 2005 và 2006
- Vô địch giải hạng nhất Việt Nam: 2001-02
- Huy chương đồng Tiger Cup cùng đội tuyển Việt Nam năm 2002
- Vô địch Cúp bóng đá Việt Nam: 2005
- Vô địch Siêu cúp bóng đá Việt Nam: 2006

## Gia đình
Ông lập gia đình với bà Mariana Ferreirapaca, một giáo viên môn giáo dục thể chất cho các học sinh cấp 1- cấp 2 ở Bồ Đào Nha.
Con trai ông, Thiego Calisto, là một người làm nghề môi giới cầu thủ. Đầu năm 2013, anh đã đưa tuyển thủ Thái Lan Teerasil Dangda sang Atletico Madrid.